# سفارة أوزبكستان في المملكة المتحدة
سفارة أوزبكستان في المملكة المتحدة هي أرفع تمثيل دبلوماسي لدولة أوزبكستان لدى المملكة المتحدة. تقع السفارة في لندن وهي تهدف لتعزيز المصالح الأوزبكستانية في المملكة المتحدة.

## وصلات خارجية
- قائمة سفارات أوزبكستان
- قائمة السفارات في المملكة المتحدة